# Clarke Range
Clarke Range är en bergskedja i Australien. Den ligger i delstaten Queensland, omkring 870 kilometer nordväst om delstatshuvudstaden Brisbane.
Omgivningarna runt Clarke Range är huvudsakligen savann. Runt Clarke Range är det mycket glesbefolkat, med 4 invånare per kvadratkilometer. Genomsnittlig årsnederbörd är 1 479 millimeter. Den regnigaste månaden är februari, med i genomsnitt 387 mm nederbörd, och den torraste är september, med 16 mm nederbörd.